# Calar Gallinero
El Calar Gallinero o Calar del Gallinero, situado a 2.049 m de altura, es el tercer pico más alto de la Sierra de los Filabres, en el municipio español de Bacares, provincia de Almería. Sólo está superado por la Tetica de Bacares y el Calar Alto,la máxima cumbre de la sierra a 2.168m.

## Descripción
Exactamente se encuentra entre Calar Alto y la Tetica de Bacares. Es un mazizo montañoso que está ha 9 km de Bacares.